# Ясінта ван Лінт
Ясінта ван Лінт (англ. Jacinta van Lint, 27 березня 1979) — австралійська плавчиня.
Призерка Олімпійських Ігор 2000 року.
Призерка Чемпіонату світу з плавання на короткій воді 1999 року.